# Phygadeuon forticornis
Phygadeuon forticornis là một loài tò vò trong họ Ichneumonidae.